# Damávand
Damávand (persky: دماوند‎ Kúh-e Damávand) je neaktivní sopka nacházející se v pohoří Alborz a s výškou 5609 m n. m. je nejvyšším vrcholem Íránu i všech zemí Blízkého východu. Nachází se poblíž jižního pobřeží Kaspického moře v provincii Mazandarán, 66 km severovýchodně od íránského hlavního města Teherán.

## Geologická charakteristika

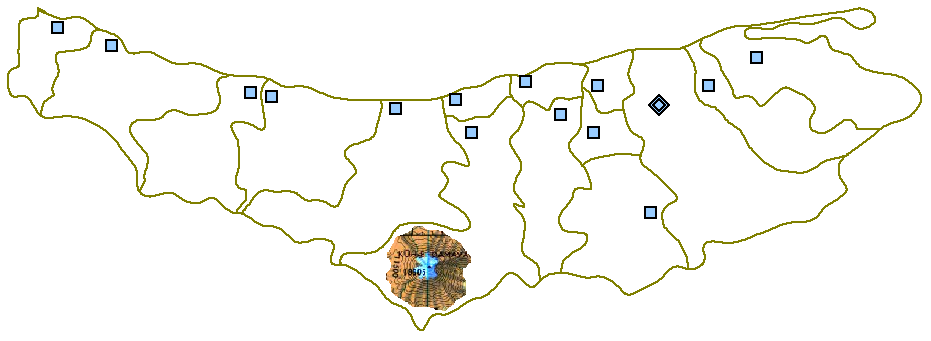
Damavand na mapě provincie Mazandarán

Sopka leží na jižním okraji starší 9 km široké kaldery a je tvořená převážně andezito-trachytickými horninami a čedičem. Pokud jde o sopečnou aktivitu, podle některých skutečností, jako je např. absence glaciální eroze poslední doby ledové, její ukončení spadá do holocénu, nejmladšího geologického období. Jako datum poslední známé erupce se uvádí letopočet kolem r. 5350 př. n. l. Podle analýz počátky zdejší vulkanické činnosti je možno datovat do doby před zhruba 1,78 milióny let, tj. do období pleistocénu. Na svazích sopky se nacházejí aktivní fumaroly a horké prameny.

## Historie
Uvádí se, že jako první vystoupil na vrchol Damávandu Abu Dolaf Kazraji. O tři století později se pokusil zdolat Damávand známý byzantsko-arabský geograf Jakút al-Hamawí ar-Rúmí. Přesto, že se mu nepodařilo dosáhnout vrcholu, na základě informací, získaných od místních průvodců, popsal horu ve svém díle velmi přesně. Než byl život v zemi zcela narušen invazí mongolského chána Hülegü, výstupy na Damávand nebyly podle dalších svědectví ve 13. století nijak výjimečné. W. T. Thompson, který vystoupil na vrchol Damávandu v roce 1837, posléze v časopise Royal Geographic Society napsal, že místní obyvatelé běžně stoupali na vrchol, kde těžili kusy síry, které pak prodávali.

## Mytologie
Damávand má své zvláštní místo v íránské mytologii a folklóru. Podle zarathuštrovských textů byl tříhlavý drak Aži Daháka přikován k Damávandu, aby zde zůstal až do konce světa. Podle pozdější verze této legendy byl tyran Zahhák rovněž spoután a uvězněn v jeskyni v hoře Damávand poté, co byl poražen mytickou postavou staré Persie Kávou a Ferejdúnem. Damávand je též důležitým ve vlastenecké legendě o lučištníku Arašovi. Damávand je symbolem íránského vzdoru vůči cizí moci v perské poezii a literatuře. Známá báseň Damávand od Muhammada Taghí Bahára je jedním z mnoha poetických děl o Damávandu.

## Nadmořská výška
Zde uvedených 5609,2 metrů je údaj z íránského statistického centra  a shoduje se s údaji sítě radarových systémů SRTM. Nezřídka uváděný údaj 5671 metrů se s SRTM neshoduje a není nikde doloženo, že by pocházel z přesných měření.

## Fotogalerie

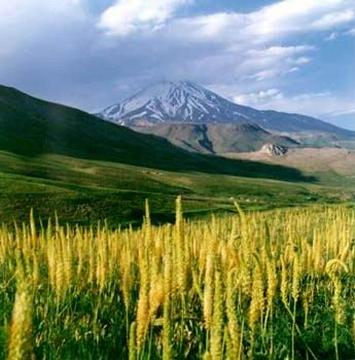
Úpatí Damávandu
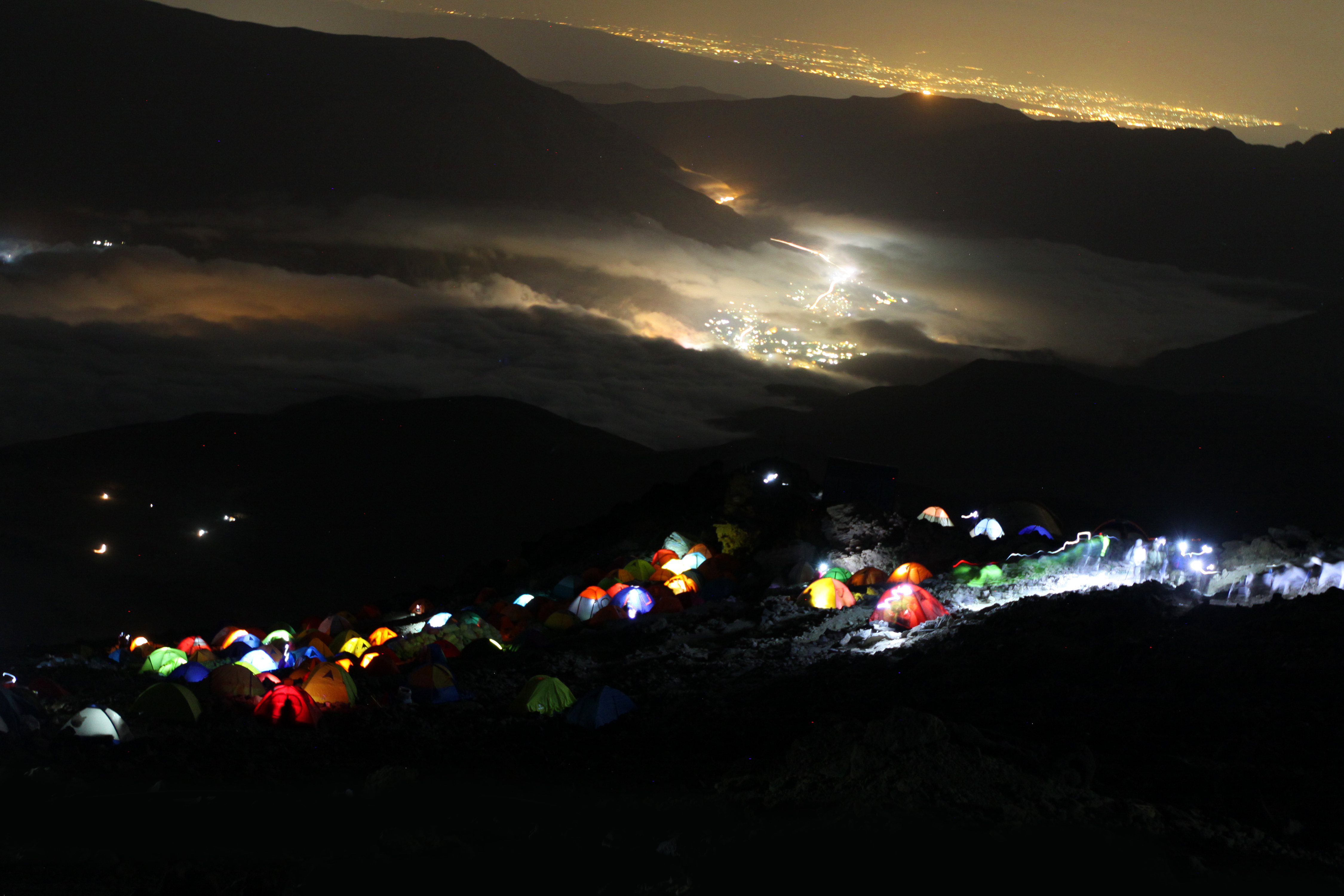
Základní tábor pro výstup na vrchol (4250 m n. m.)
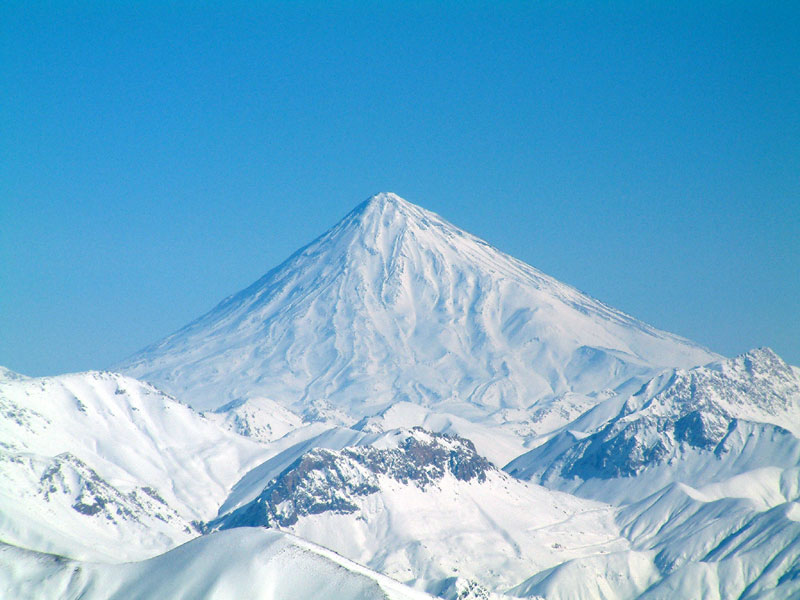
Damávand v zimě.
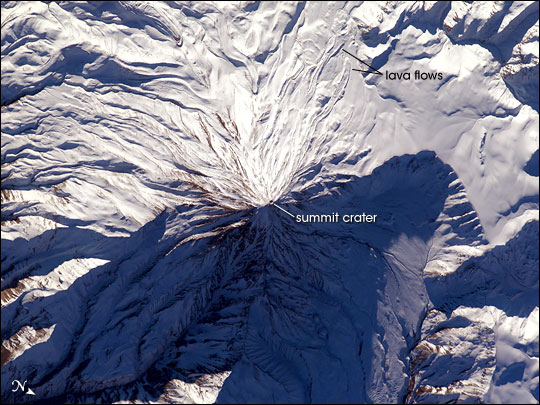
Satelitní snímek Damávandu.
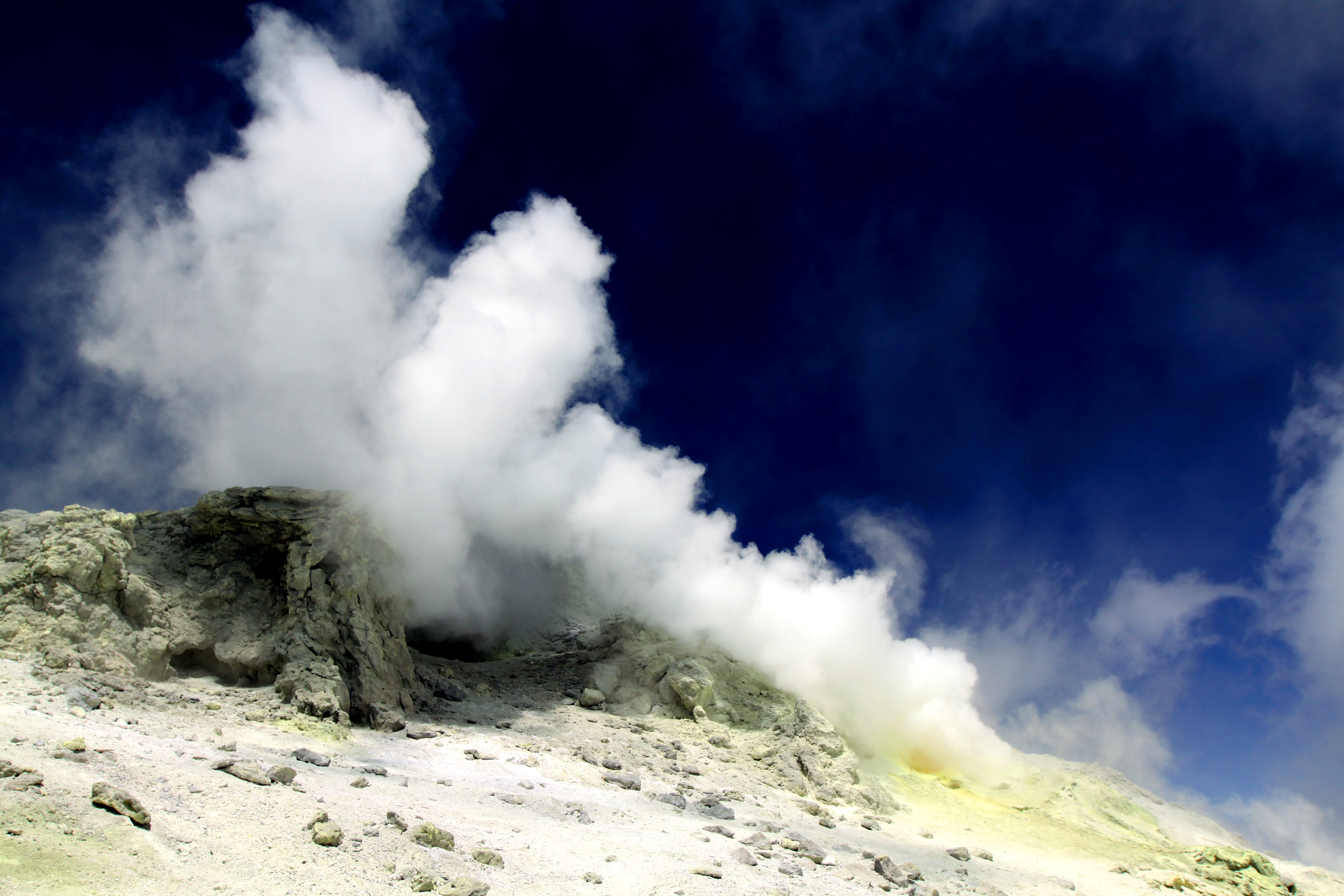
Fumaroly poblíž vrcholu
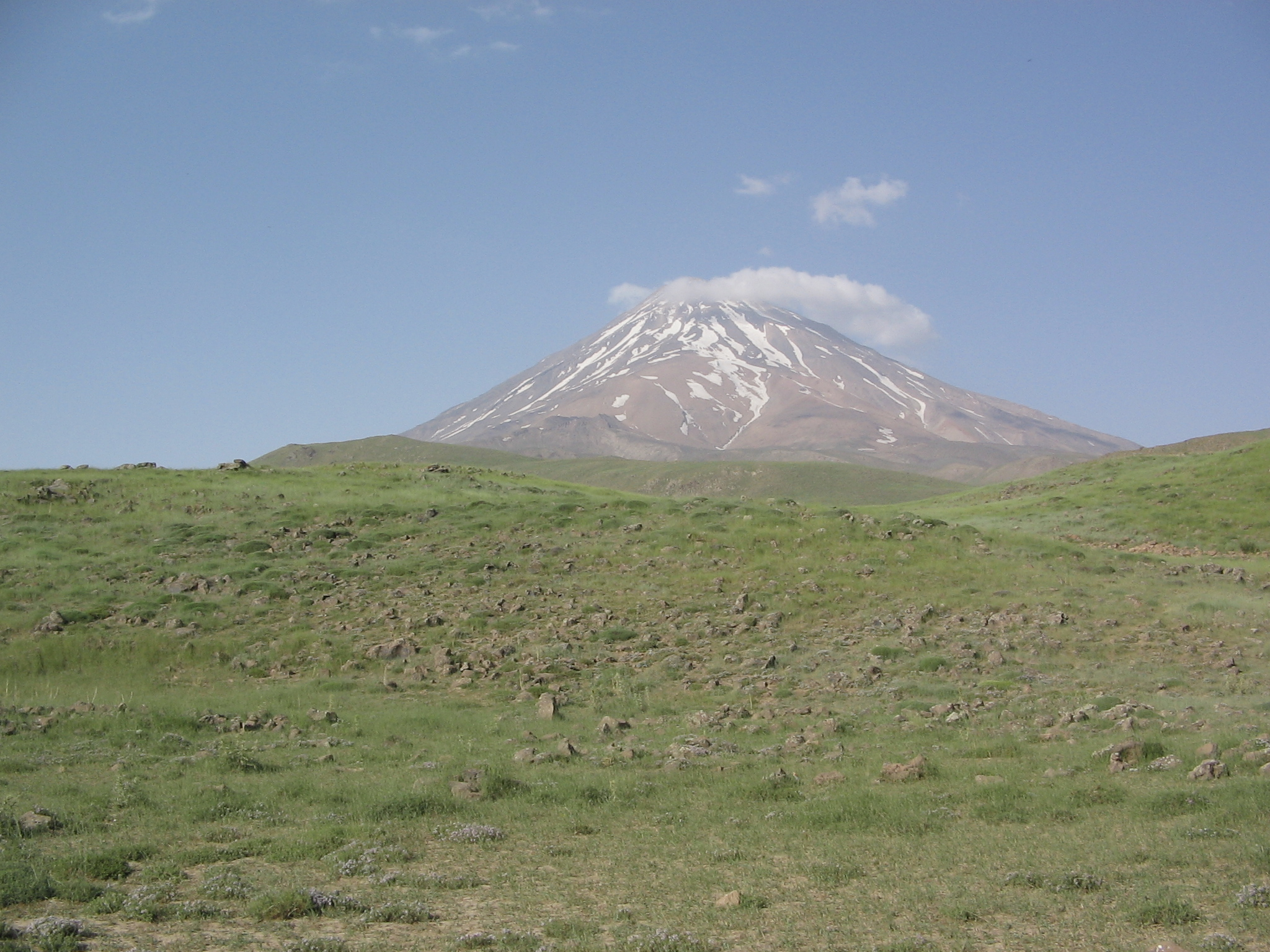
Krajina u Damávandu v létě